# Arlene Davies
Alma Arlene Davies, conhecida em solteira como Palsgraff e geralmente como Arlene Davies (Lakewood, 1910 - Cleveland, 3 de julho de 1964), foi uma aviadora norte-americana.
Estudou na Central Radio School de Kansas City e continuou a estudar na Universidade Western Reserve. Interessou-se pela aviação quando seu marido, um próspero industrial carnicero, comprou um avião em 1931. Nesse mesmo ano, Davies conseguiu o seu brevet de pilotagem.
Teve uma longa carreira em competição. Em 1934 foi a primeira mulher a ganhar uma corrida aérea. Em 1937 participou na corrida internacional Miami-Havana e em 1938 fez a cprroda MacFadden entre Nova York e Miami. Em 1939 também participou na Bendix, de Los Angeles a Nova York, na qual foi a única mulher que acabou a prova.
Durante a Segunda Guerra Mundial dedicou-se à formação de pilotos militares para o exército e para a marinha, na navegação por instrumentos.
Concedeu-se-lhe o título de Mulher do Ano da Aviação em 1952 e foi nomeada membro da Associação Nacional de Aeronáutica, sendo também membro da comissão de planeamento aéreo de Ohio (1949) e delegada norte-americana na Federação Aeronáutica Internacional (1954). Foi a primeira mulher em obter uma licença 4-M, com a qual podia pilotar aviões e hidroaviões multimotores.